# Mimapatelarthron javanicum
Mimapatelarthron javanicum là một loài bọ cánh cứng trong họ Cerambycidae.